# La stravaganza
La stravaganza è il titolo di una raccolta di dodici concerti composti dal compositore e musicista barocco Antonio Vivaldi tra il 1712 e il 1713, pubblicati per la prima volta nel 1716 da Estienne Roger ad Amsterdam, come opus 4, e dedicati a un nobile veneziano, Vettor Delfino, Nell'intestazione originale, la dedica riporta il seguente testo:
Si tratta di concerti per violino anche se occasionalmente interviene un secondo strumento solistico come un secondo violino e/o violoncello solo.
La raccolta ha la stessa struttura delle altre due che hanno dato un'impronta fondamentale alla produzione vivaldiana. Si tratta delle celeberrime Il cimento dell'armonia e dell'inventione e L'estro armonico (entrambe più famose della presente opera). Come nelle altre due raccolte, ciascuno dei dodici concerti della Stravaganza dura una decina di minuti.

## I concerti
- Concerto N° 1 in si bemolle maggiore, RV 383a

1. Allegro
2. Largo e Cantabile
3. Allegro

- Concerto N° 2 in mi minore, RV 279

1. Allegro molto stravagante
2. Largo
3. Allegro

- Concerto N° 3 in sol maggiore, RV 301

1. Allegro
2. Largo
3. Allegro Assai

- Concerto N° 4 in la minore, RV 357

1. Allegro
2. Grave e sempre piano
3. Allegro

- Concerto N° 5 in la maggiore, RV 347

1. Allegro
2. Largo
3. Allegro (moderato)

- Concerto N° 6 in sol minore, RV 316a

1. Allegro
2. Largo
3. Allegro

- Concerto N° 7 in do maggiore, RV 185

1. Largo
2. Allegro (molto)
3. Largo
4. Allegro

- Concerto N° 8 in re minore, RV 249

1. Allegro
2. Adagio - Presto - Adagio
3. Allegro

- Concerto N° 9 in fa maggiore, RV 284

1. Allegro
2. Largo
3. Allegro

- Concerto N° 10 in do minore, RV 196

1. Spirituoso
2. Adagio
3. Allegro

- Concerto N° 11 in re maggiore, RV 204

1. Allegro
2. Largo
3. Allegro assai

- Concerto N° 12 in sol maggiore, RV 298

1. Spirituoso e non presto
2. Largo
3. Allegro